# Adjarra II
Adjarra II ist ein Arrondissement im Departement Ouémé im westafrikanischen Staat Benin. Es ist eine Verwaltungseinheit, die der Gerichtsbarkeit der Kommune Adjarra untersteht.

## Demografie und Verwaltung
Gemäß der Volkszählung 2013 des beninischen Statistikamtes INSAE hatte das Arrondissement 11.906 Einwohner, davon waren 5803 männlich und 6103 weiblich.
Von den 53 Dörfern und Quartieren der Kommune Adjarra entfallen acht auf Adjarra II:
1. Adjinan
2. Adjinan-Aga
3. Agboto
4. Drogbo
5. Houêgbo
6. Kpota
7. Sota
8. Sota-Tchémè